# فريق الحبل الرياضي الثقافي
فريق الحبل الرياضي الثقافي هو أحد الفرق الرياضية المحلية التابعة لـنادي الحمراء الرياضي الثقافي في ولاية الحمراء بمحافظة الداخلية في سلطنة عمان. ينشط الفريق في لعبة كرة القدم بشكل أساسي، إضافة إلى مشاركته في فعاليات ثقافية واجتماعية متنوعة على مستوى الولاية.

## الفعاليات المجتمعية
- شارك في الأيام الرياضية المفتوحة بنادي الحمراء عام 2023، والتي تضمنت مسابقات شد الحبل، الجري، كرة القدم وألعابًا تقليدية.[1]
- في 2025 شارك في كرنفال الرياضة الأول بالتعاون مع اللجنة الأولمبية العمانية، الذي تضمن مسير مشي وفعاليات رياضية شعبية.[2]
- نظم وشارك في فعاليات المسير الرياضي الذي انطلق من متنزه الحبل في الحمراء لتعزيز اللياقة البدنية وأنماط الحياة الصحية.[3]

## الأهمية
يعد فريق الحبل أحد الفرق الفاعلة في ولاية الحمراء، إذ يجمع بين الجانب الرياضي والثقافي، ويسهم في تنمية المواهب الشابة، إلى جانب نشاطه في خدمة المجتمع من خلال الفعاليات الرياضية والثقافية. كما يحظى الفريق بتغطية إعلامية في الصحف العمانية مثل الوطن والشبيبة والرؤية.